# Zakochać się jeszcze raz
Zakochać się jeszcze raz (hindi जान-ए मन, urdu جان من, Jaan-E-Mann) – bollywoodzka komedia romantyczna z 2006 roku.
Film wyreżyserował debiutant Shirish Kunder, który też napisał scenariusz i dialogi do filmu. W rolach głównych wystąpili Salman Khan, Akshay Kumar i Preity Zinta. Salman Khan i Akshay Kumar wystąpili znów razem po sukcesie w Mujhse Shaadi Karogi (2004). Film opowiada o grze i manipulacji cudzymi uczuciami oraz o miłości gotowej poświęcić się dla szczęścia ukochanego, o bawieniu się w życie i dojrzewaniu do odpowiedzialności za innych.

## Opis fabuły
Suhaan (Salman Khan) marzy o karierze gwiazdy filmowej. Kiedy otrzymuje swoją pierwszą szansę na wielką rolę, jego menadżer uważa, że zaprzepaści ją, jeśli do prasy dotrze informacja o tym, że właśnie ożenił się z Piyą (Preity Zinta). Aby spełnić swoje marzenie, opuszcza dom i żonę. Mimo to ponosi klęskę. Podwójną. Strata pieniędzy zainwestowanych w film z jego udziałem powoduje, że nikt go nie chce zaangażować. Tonie w długach. Żona natomiast przysyła mu papiery rozwodowe, a potem grozi procesem za niepłacenie jej alimentów. Zaprzyjaźniony prawnik (Anupam Kher) wpada na pomysł dzięki, któremu Suhaan nie będzie musiał płacić alimentów żonie. Trzeba tylko znaleźć kolejnego kandydata na męża dla niej. Udaje się z Mumbaju do Nowego Jorku, gdzie przebywa Piya, aby zakochanemu w niej od czasu studiów nieśmiałemu naiwniakowi Agastyi (Akshay Kumar) pomóc zdobyć jej względy. Gdy serce Piyi zaczyna się już skłaniać ku Agostyi i pojawia się nadzieja na ich rychły ślub, Suhaan zaczyna żałować tego, co traci rezygnując z żony.

## Obsada
- Salman Khan – Suhaan Kapoor
- Akshay Kumar – Agastya Rao
- Preity Zinta – Piya Goyal/Preity Zintakova
- Anupam Kher – Vakil Chachu (Boney)/właściciel kawiarni
- Soni Razdan – matka Piyi
- Javed Sheikh – ojciec Piyi
- Nawab Shah – Vishal Goyal

## Muzyka
Muzykę skomponował Anu Malik.
- Humko Maaloom Hai – Sonu Nigam i Sadhana Sargam
- Jaane Ke Jaane Na – Sonu Nigam, Sukhwinder Singh i Krishna
- Ajnabi Shehar – Sonu Nigam
- Udh Jaana... Bro! – Kunal Ganjawala, Adnan Sami i Sunidhi Chauhan
- Kubool Kar Le – Udit Narayan, Rahul Vaidya, Amit Sana, Monali Thakur i Prajakta Shukre
- Jaane Ke Jaane Na – Club mix by DJ Shane
- Sau Dard – Groove mix by DJ Shane
- Udh Jaane... Bro! – Club mix by DJ Shane